# Chrysectropa roseofasciata
Chrysectropa roseofasciata är en fjärilsart som beskrevs av Aurivillius 1900. Chrysectropa roseofasciata ingår i släktet Chrysectropa och familjen snigelspinnare. Inga underarter finns listade i Catalogue of Life.